# Jeffrey Schlupp
Jeffrey „Jeff“ Schlupp (* 23. prosince 1992 Hamburk) je ghanský profesionální fotbalista, který hraje na pozici středního či krajního záložníka za anglický klub Crystal Palace FC a za ghanský národní tým.

## Klubová kariéra
V sezóně 2015/16 získal s Leicesterem City premiérový titul klubu v anglické nejvyšší lize.

## Reprezentační kariéra

### Německo
V roce 2011 se zúčastnil tréninkového kempu německé reprezentace do 19 let, ale v soutěžním zápase za žádný německý reprezentační výběr nikdy nenastoupil.

### Ghana
7. listopadu 2011 byl nominován do ghanského národního týmu k zápasům proti týmům Sierry Leone a Gabonu. Debutoval 15. listopadu 2011 v utkání proti Gabonu (výhra 2:1).